# Zagórów (Przyszowa)
Zagórów – część wsi Przyszowa w Polsce, położona w województwie małopolskim, w powiecie limanowskim, w gminie Łukowica.
W latach 1975–1998 Zagórów administracyjnie należał do województwa nowosądeckiego.
Zagórów w latach 1954–1972 wchodził w skład gromady Przyszowa.